# Michel Goemans
Michel Xavier Goemans (* Dezember 1964) ist ein belgisch-US-amerikanischer Mathematiker, der sich mit  Kombinatorischer Optimierung und Diskreter Mathematik befasst. Er ist Leighton Family Professor für Angewandte Mathematik am Massachusetts Institute of Technology (MIT), wo er am CSAIL und MIT Operations Research Center ist.

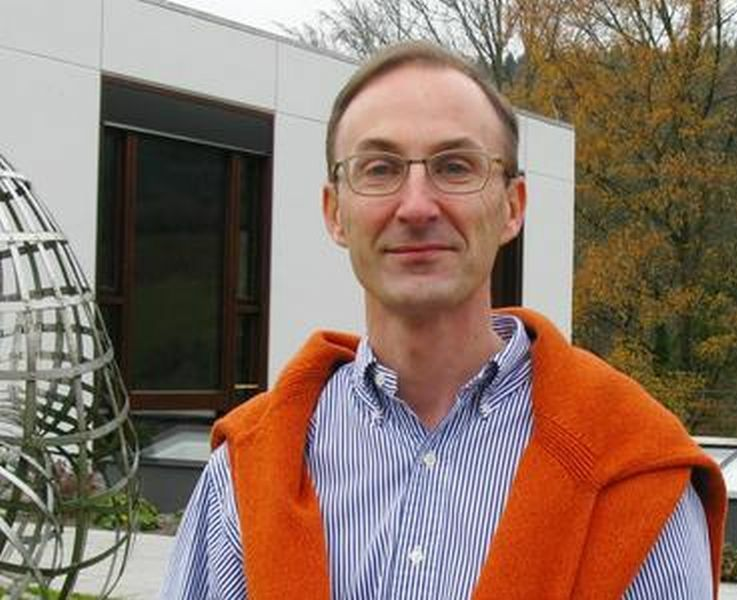
Michel Goemans, Oberwolfach 2011

Goemans wurde 1990 am MIT bei Dimitris Bertsimas promoviert (Analysis of Linear Programming Relaxations for a Class of Connectivity Problems). Er ist Professor am MIT und Adjunct Professor an der University of Waterloo. Er war auch  Professor an der Universität Löwen und Gastprofessor am RIMS der Universität Kyoto.
Er ist bekannt für einen auf Semidefiniter Programmierung beruhendem Näherungsalgorithmus für das Max-Cut-Problem mit David P. Williamson, ein NP-schweres Problem: man teile die Knotenmenge eines Graphen so, dass eine maximale Menge von Kanten die Trennfläche schneidet.
2021 erhielt Goemans den George-B.-Dantzig-Preis, 2012 den Farkas-Preis, 2000 mit David P. Williamson den Fulkerson-Preis (Maxcut Algorithmus) und zweimal den SIAM Optimization Prize (1996, 1999). Er ist Fellow der American Mathematical Society (2013), der Association for Computing Machinery (2008) und der SIAM (2013). Von 1995 bis 1997 war er Sloan Research Fellow, und er war Guggenheim Fellow. 1998 war er Invited Speaker auf dem Internationalen Mathematikerkongress in Berlin (Semidefinite Programming and Combinatorial Optimization). 1991 erhielt er den A. W. Tucker Prize. Für 2022 wurde ihm der Leroy P. Steele Prize for Seminal Contribution to Research zugesprochen.
Sein Hobby ist Segeln. Goemans hat die belgische und US-amerikanische Staatsbürgerschaft.

## Schriften
- mit David P. Williamson: A general approximation technique for constrained forest problems. In: SIAM Journal on Computing. Band 24, Nummer 2, 1995, S. 296–317, doi:10.1137/S0097539793242618.
- mit David P. Williamson: The Primal-Dual Method for Approximation Algorithms and its Application to Network Design Problems. In: Dorit S. Hochbaum (Hrsg.): Approximation Algorithms for NP-hard Problems. PWS, Boston MA u. a. 1997, ISBN 0-534-94968-1, S. 144–191.
- mit Andrew V. Goldberg, Serge Plotkin, David  B. Shmoys, Éva Tardos, David P. Williamson: Improved approximation algorithms for network design problems. In: Proceedings of the fifth annual ACM-SIAM Symposium on Discrete Algorithms. Association for Computing Machinery u. a., New York NY u. a. 1994, ISBN 0-89871-329-3, S. 223–232.
- Semidefinite Programming in Combinatorial Optimization. In: Mathematical Programming. Band 79,  1997, S. 143–161, doi:10.1007/BF02614315.